# 국립농산물품질관리원 전북지원
국립농산물품질관리원 전북지원(國立農産物品質管理院 全北支院)은 국립농산물품질관리원의 소속기관이다. 1999년 5월 24일 발족하였으며, 전라북도 전주시 덕진구 운암로 31에 위치하고 있다. 지원장은 서기관 또는 기술서기관으로 보한다.

## 연혁
- 1949년 2월 16일: 농산물검사소에 전주지소 설치.
- 1963년 5월 28일: 국립농산물검사소 소속으로 개편.
- 1995년 3월 10일: 전라북도지소로 개편.
- 1998년 7월 1일: 전북지소로 개편.
- 1999년 5월 24일: 국립농산물품질관리원 전북지원으로 개편.
- 2011년 6월 15일: 출장소를 사무소로 개편.

## 관할구역
- 전라북도

## 조직

### 지원장
| - 유통관리과 - 품질관리과 | - 사무소 - 익산사무소 - 군산사무소 - 남원사무소 - 순창사무소 - 임실사무소 - 정읍사무소 - 김제사무소 - 부안사무소 - 진안사무소 - 장수사무소 - 무주사무소 - 고창사무소 |